# Gallicana
Gallicana is een geslacht van halfvleugeligen uit de familie Aphrophoridae. De wetenschappelijke naam van dit geslacht is voor het eerst geldig gepubliceerd in 1912 door Lallemand.

## Soorten
Het geslacht Gallicana omvat de volgende soorten:
- Gallicana grisea Lallemand, 1920
- Gallicana royeri Lallemand, 1912